# Донская астрономическая обсерватория
Донская Астрономическая Обсерватория С80 (Обсерватория ПИ ЮФУ) — исследовательская и учебная астрономическая обсерватория, расположенная в Ростове-на-Дону на высоте 99,7 метров над уровнем моря. Основным инструментом обсерватории является телескоп Meade LX200-ACF 16'' (406 миллиметров).

## История
Строительство обсерватории было начато в 1979 году по инициативе коллектива астрономов при кафедре теоретической физики: Шацова Р. Б., Тупицын В. Ф., Малышева Т. Г., Корчагин П. И., Эдельман. М. А. Строительство велось по собственному проекту, силами студентов и сотрудников факультета. Обсерватория начала работу в 1981 году.
Изначально в обсерватории проводили лекции только для студентов, но вскоре сотрудники организовали чтение лекций и наблюдения звёздного неба для школьников.
На базе обсерватории проводила занятия секция юных астрономов Дворца пионеров. Также свои исследования проводила геофизическая группа института. Обсерватория стала базой для городских астрономов — любителей.

### Современность
В результате создания Южного Федерального Университета (в который вошёл Педагогический институт) были выделены средства на развитие материальной базы. Обсерватория приобрела современное астрономическое оборудование и оргтехнику. Среди полученного оборудования — телескоп Meade LX200-ACF 16'' (406 миллиметров), с оптической схемой Шмидта-Кассегрена и исправленной комой. Он даёт возможность выполнять серьёзные программы в области исследования астрономических объектов.

## Руководство
- Тупицын Валерий Федорович (1981 — н. в.)

## Направления исследований
- объекты Солнечной системы, при этом особая роль отводится поиску, астрометрии и фотометрии малых планет (астероидов) и комет
- метеорные потоки
- двойные звезды и их фотометрия
- поиск и фотометрия сверхновых
- экзопланеты

## Инструменты
Основным инструментом для наблюдений в обсерватории является телескоп Meade LX200-ACF 16''. Кроме того, обсерватория располагает меньшими переносными телескопами с апертурой 150—200 мм (6—8").